# James Collinson

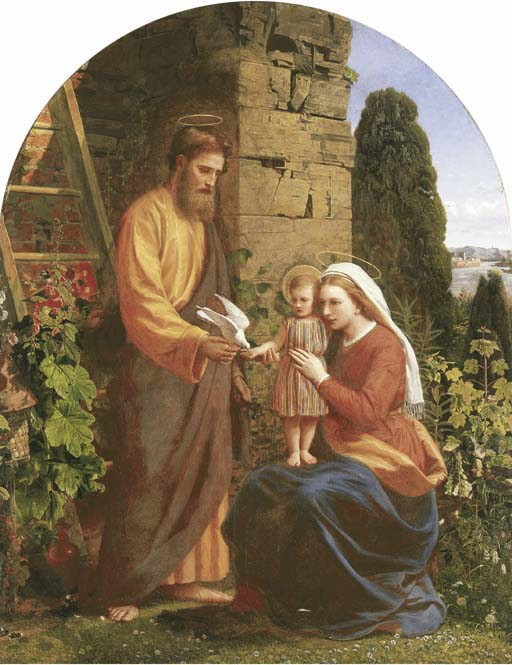
The Holy Family de James Collinson, 1878.

James Collinson fue un pintor victoriano nacido el 9 de mayo de 1825 y fallecido el 24 de enero de 1881. Fue miembro de la Hermandad Prerrafaelista de 1848 a 1850.
Collinson era un devoto cristiano que se sintió atraído por la devoción y la iglesia. Converso al catolicismo, volvió al anglicanismo para poder casarse con Christina Rossetti, pero su conciencia lo obligó a volver al catolicismo y a la ruptura del compromiso. Cuando el pintor John Everett Millais realizó la obra Christ In The House Of His Parents siendo acusado de blasfemia, Collinson renunció a la Hermandad por la creencia de que trataba de llevar el cristianismo al descrédito.
Durante su período como un prerrafaelita, Collinson contribuyó a la publicación de El germen y produjo una serie de obras religiosas, sobre todo The Renunciation of St. Elizabeth of Hungary (1850). Después de su dimisión Collinson inició su formación para el sacerdocio como jesuita en la universidad, pero no terminó sus estudios.
En 1858 se casó con Eliza Wheeler, la cuñada del pintor John Rogers Herbert, una de las primeras influencias de los prerrafaelitas. De regreso a su carrera artística pintó una serie de pinturas seculares, siendo la más conocida To Let and For Sale, que representan alegremente a mujeres en situaciones que sugieren la tentación moral.
Fue secretario de la Royal Society of British Artists de 1861 a 1870. En la última parte de su vida vivió en la región francesa de Bretaña, donde pintó The Holy Family (1878).